# Pavillon Jay Pritzker
Pour les articles homonymes, voir Pritzker.
Le pavillon Jay Pritzker, aussi appelé pavillon Pritzker ou pavillon de musique Pritzker (Jay Pritzker Pavilion en anglais), est un immense kiosque à musique situé au centre du Millennium Park, dans le secteur communautaire du Loop à Chicago, dans l'État de l'Illinois aux États-Unis. Il est situé au sud du théâtre Harris (qui jouxte Randolph Street au nord, devant des gratte-ciel parmi lesquels certains des plus hauts du monde), à l'ouest de la passerelle BP, au nord de Lurie Garden, et à l'est de l'AT&T Plaza (qui contient la Cloud Gate et jouxte le quartier historique de Michigan Boulevard District à l'ouest).
Le pavillon, conçu par l'architecte Frank Gehry, a été construit entre juin 1999 et juillet 2004, et il a été officiellement inauguré le 16 juillet 2004. Il est baptisé en l'honneur de l'homme d'affaires et milliardaire Jay Pritzker dont la famille, originaire de Chicago, est connue pour posséder la chaîne d'hôtels de luxe Hyatt. La famille Pritzker fit don d'environ 15 millions de dollars pour financer le projet de construction de la structure, soit environ le quart du coût total des travaux.

## Description
| Crown Fountain Michigan Avenue Cloud Gate AT&T Plaza Pavillon · Jay Pritzker Théâtre Harris Passerelle BP Lurie Garden |

Le pavillon Pritzker est un élément central du Millennium Park. Il accueille le Chœur et l'Orchestre Symphonique de Grant Park (Grant Park Symphony Orchestra and Chorus) ainsi que le Grant Park Music Festival, l'un des derniers festivals de musique classique en plein air et gratuits des États-Unis. Il accueille également un large éventail d'ensembles musicaux et, chaque année, une grande manifestation de spectacle vivant. Des artistes allant de groupes de rock à la musique classique en passant par des chanteurs d'opéra ont fait leur apparition au pavillon, qui accueille même des activités de fitness telles que le yoga. Toutes les répétitions au pavillon sont ouvertes au public.
La Millennium Park constitue la partie nord-ouest du vaste Grant Park et le pavillon, qui a une capacité de 11 000 places, vient compléter le Petrillo Music Shell qui est le plus ancien et le plus grand lieu de spectacle en plein air de Grant Park. Le pavillon Pritzker est partiellement construit au-dessus du théâtre Harris, qui est la salle couverte du parc consacrée à la musique et à la danse, avec laquelle il partage les plateformes de déchargement et les coulisses. Au départ, les places situées sur l'immense pelouse devant la scène du pavillon étaient gratuites pour tous les concerts mais, ce n'est plus toujours le cas depuis le concert de Tori Amos du 31 août 2005.
La construction du pavillon a créé une controverse juridique, dans la mesure où il existait des limites historiques sur la hauteur des bâtiments dans le Grant Park. Pour éviter ces restrictions légales, la ville a classifié le pavillon comme une œuvre d'art plutôt qu'un immeuble. Pendant la durée de la construction, plusieurs problèmes de conception et de montage sont apparus ce qui a nécessité de réviser les plans au fil du temps, et des éléments techniques ou architecturaux ont dû être supprimés et d'autres ajoutés grâce à des collectes de fonds qui ont permis au budget de croître. En fin de compte, la salle de spectacle a été conçue avec un grand espace de places assises, une immense pelouse, un réseau de grillages pour soutenir le système de sonorisation et un toit en forme de "coquille" faite de tubes en acier inoxydable. Il dispose d'un dispositif de sonorisation dont la conception acoustique parvient à reproduire l'ambiance sonore d'une salle de concert couverte. Le pavillon et le Millennium Park ont obtenu l'approbation des critiques, en particulier pour son accessibilité aux personnes handicapées, ce qui lui valut d'ailleurs d'être décrit en 2005 comme « l'un des parcs les plus accessibles, non seulement aux États-Unis, mais peut-être le monde ».

### Conception du projet

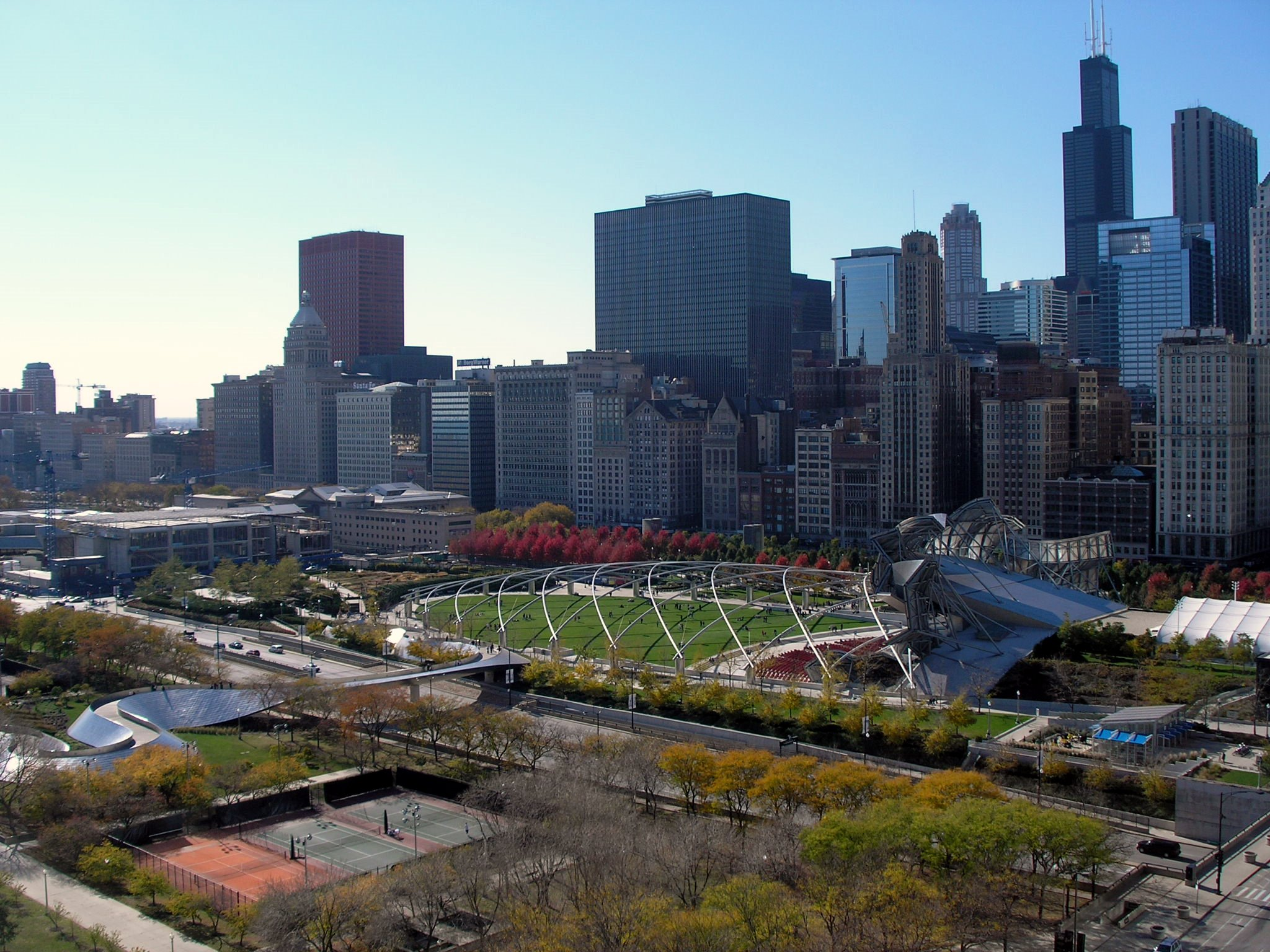
Au centre, le pavillon Jay Pritzker dans le Millennium Park, avec au loin certains des plus grands gratte-ciel de Chicago.

La création du pavillon Jay Pritzker répond à la volonté de créer un lieu de niveau mondial susceptible d'accueillir le Grant Park Music Festival qui, depuis 1935, se déroulait au Petrillo Music Shell. Se situant entre le lac Michigan à l'est et le secteur financier du Loop à l'ouest, le Grant Park était un chantier et un secteur industriel en bord de mer depuis le milieu du XIXe siècle. Dans la partie nord-ouest du parc, au nord de Monroe Street et de l'Art Institute of Chicago (Institut des beaux-arts de Chicago), à l'est de Michigan Avenue, au sud de Randolph Street et à l'ouest de Columbus Drive, se trouvaient le parking et les entrepôts de la compagnie de chemin de fer Illinois Central Railroad qui, en 1997, furent mis à la disposition de la ville pour le développement du Millennium Park.
Lorsque la ville envisagea la construction d'un nouvel espace public consacré à l'art, le projet devait dans un premier temps être confié à la société d'architectes Skidmore, Owings and Merrill (SOM). Le projet initial était beaucoup plus modeste que l'ouvrage qui a finalement été construit, puisqu'il était prévu une petite structure avec des haut-parleurs fixés sur des poteaux aux quatre coins de la salle. Toutefois, deux facteurs ont conduit à ce les plans originaux soient abandonnés. Tout d'abord, l'ampleur du projet évolua considérablement avec l'apport de fonds supplémentaires récoltés par John H. Bryan, l'ancien CEO (PDG) de la société Sara Lee Corporation. Le second facteur est lié à l'intervention de la famille Pritzker comme donateur potentiel. Guère convaincue par l'ébauche originale du pavillon, Cindy Pritzker exigea que Frank Gehry participe à sa "re-conception". Jay Pritzker, le grand homme d'affaires de Chicago, était décédé en 1999, laissant sa famille à la tête de plusieurs affaires dont la chaine d'hôtels de luxes Hyatt. Jay et Cindy Pritzker avaient créés le Prix Pritzker d'architecture en 1979, qui continue à être décerné chaque année par la Fondation Hyatt de la famille Pritzker. L'architecte Frank Gehry avait reçu ce prix en 1989,.
En février 1999, la ville de Chicago annonça qu'elle négociait avec Gehry la conception d'une avant-scène et d'un espace pour un orchestre pour un kiosque à musique dans le nouveau parc, ainsi qu'une passerelle enjambant Columbus Drive devenue par la suite la Passerelle BP). La ville a demandé aux donateurs de financer les travaux de Gehry, et le Chicago Tribune, qui l'appelait "l'architecte le plus sensationnel dans l'univers" pour son musée Guggenheim de Bilbao en Espagne, soulignait avec une certaine ironie que son projet ne contiendrait ni fer forgé, ni bacs à fleurs qui étaient la marque de fabrique du maire de Chicago Richard M. Daley connu pour avoir souvent recours à des tels éléments.

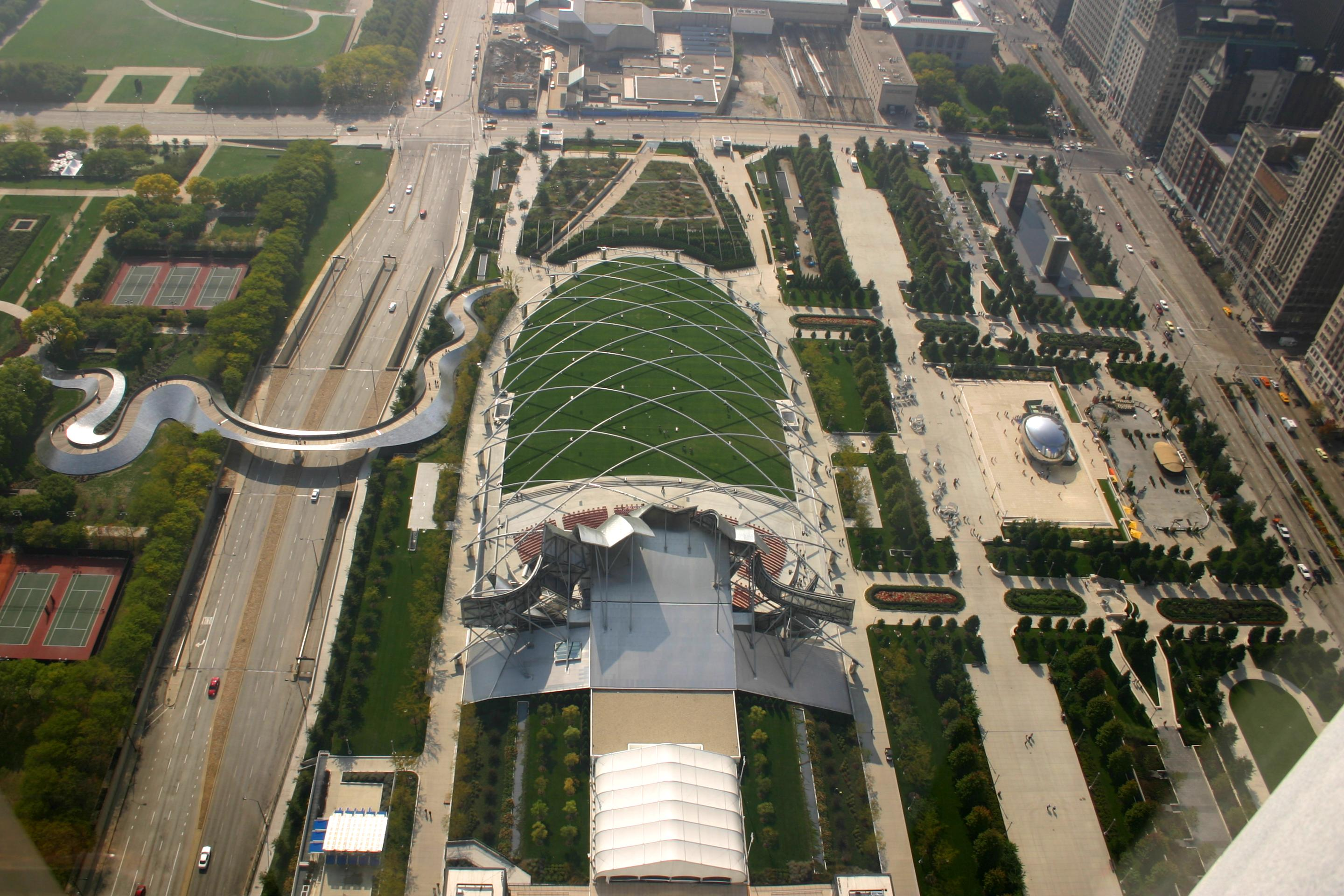
La grande pelouse, l'armature d'acier et le pavillon avec le Théâtre Harris attenant dans le Millennium Park, depuis l'Aon Center.

Le responsable du projet du Millennium Park, Edward Uhlir, disait de Frank Gehry qu'il "est à l'avant-garde de l'architecture du siècle prochain" et qu'il n'était nul besoin de rechercher un autre architecte. L'architecte Adrian Smith du cabinet Skidmore, Owings and Merrill a approché Gehry à plusieurs reprises à la demande de la ville qui lui avait uniquement demandé au départ de réaliser une façade, mais Gehry déclina ces sollicitations. Quelques mois plus tard, la municipalité lui demanda de participer au projet du Millennium Park. Gehry estimait préférable de concevoir un immeuble, mais il estimait qu'il ne pourrait pas l'achever à temps pour célébrer le second millénaire et qu'il aurait besoin d'un budget beaucoup plus important que celui envisagé par la ville.
La municipalité voulait faire appel à Gehry, les donateurs le soutenaient et lui-même était intéressé par le projet. Il accepta donc la commande en avril 1999. Le même mois, la ville annonça que la famille Pritzker avait donné 15 millions de dollars pour financer le projet de Gehry et que neuf donateurs supplémentaires s'étaient engagés pour un total de 10 millions de dollars complémentaires. Le jour de cette annonce, lorsqu'il était devenu évident que Cindy Pritzker financerait le projet, Gehry accepta la commande. En novembre, lorsque ses esquisses du pavillon et du pont ont été dévoilées, Gehry avait défini les éléments de base de la conception du kiosque à musique alors que ses plans du pont n'étaient que des ébauches préliminaires car, expliqua-t-il, son financement n'avait pas encore été arrêté Il avait cependant déjà déterminé que la passerelle BP était conçue pour servir de protection contre les bruits de la rue, participant ainsi à l'amélioration de l'acoustique du pavillon.
Avant de travailler sur ce projet, Gehry avait déjà travaillé sur des salles de concert comme le Experience Music Project à Seattle, ainsi qu'une série d'ouvrages en plein air comme le Merriweather Post Pavilion de Columbia dans le Maryland, le Concord Performing Arts Center dans la ville de Concord en Californie ou bien encore les nombreuses rénovations qu'il avait apportées au Hollywood Bowl à Hollywood.

## Travaux de construction

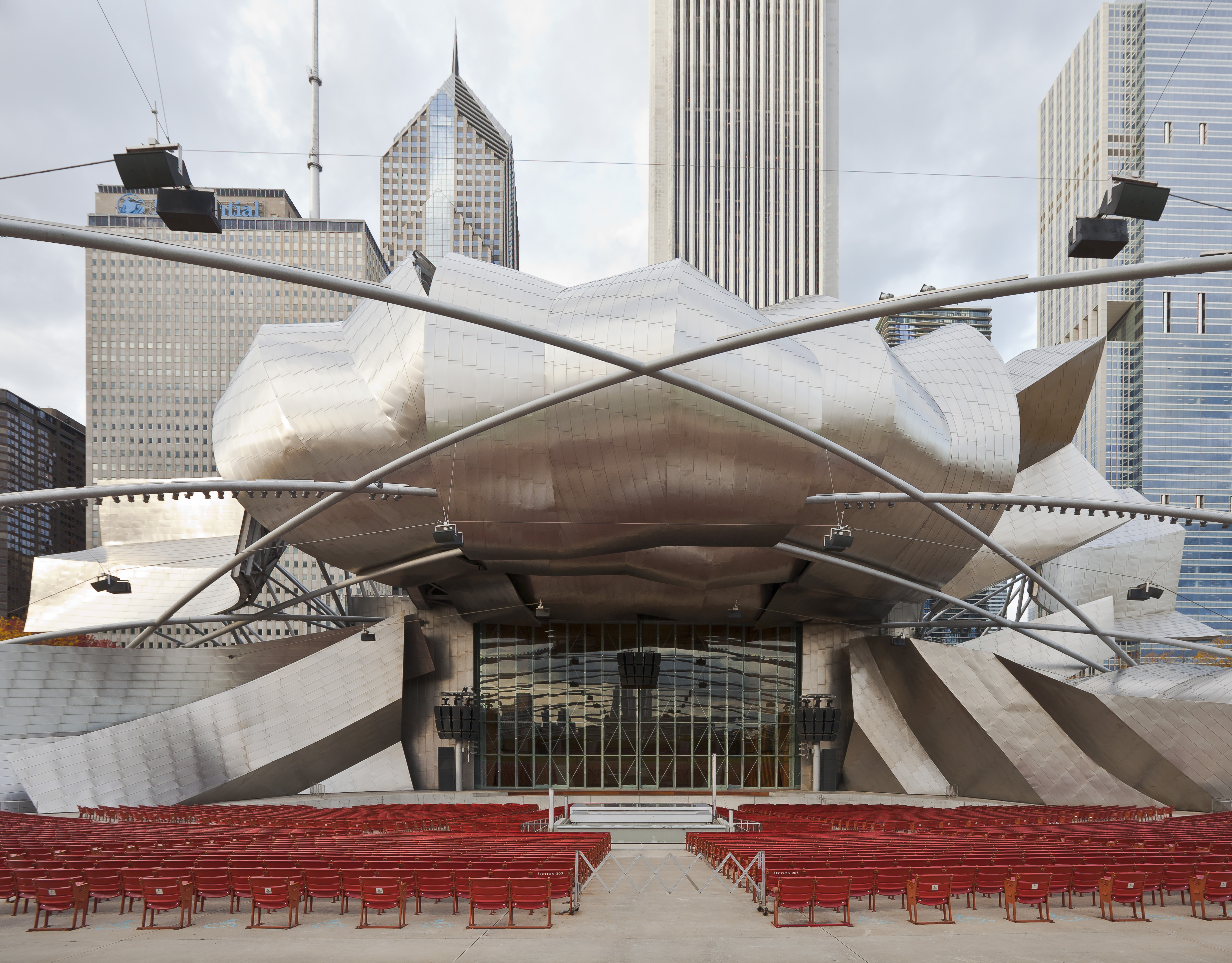
Le pavillon est conçu pour réfléchir le son afin d'obtenir des performances acoustiques maximales.

Le pavillon Jay Pritzker a couté 60 millions de dollars dont un quart provenaient des donations faites par la famille Pritzker. Il comprend 4 000 places assises et une pelouse de 8,800 m2 qui peut aisément contenir 7 000 personnes supplémentaires. Le pavillon a été construit au-dessus et derrière le Théâtre Harris ce qui présente l'avantage que les salles de spectacles du Millennium Park, qu'elles soient en plein air ou couvertes, partagent les coulisses, les salles de répétition ainsi que différents aménagements techniques.

### La structure de l'ouvrage
La structure en acier inoxydable brossé qui coiffe l'ensemble du pavillon encadre la scène qui mesure 37 m. La scène principale peut accueillir un orchestre entier avec 150 choristes. L'espace scénique est relié à réseau de tubes d'acier qui s'entrecroisent et s'emboîtent pour soutenir le système sonore novateur qui permet de reproduire l'acoustique d'une salle de concert couverte.
Le Millennium Park est construit au-dessus d'un immense parking. Les travaux du pavillon ayant débuté avant que la conception du parc soit achevée, en janvier 2000, 17 éléments de renfort des fondations ont dû être ajoutés dans les parkings partiellement construits afin qu'il supportent le poids de l'ouvrage de Gehry. Toutefois, en avril, ces éléments architecturaux ont dû être reconstruits en raison des changements apportés aux fondations du pavillon lui-même.
La société U.S. Equities Realty était responsable de la négociation des contrats entre Gehry et tous les maîtres d'œuvre. C'est ainsi que la société Walsh Construction et ses sous-traitants furent engagés pour réaliser les éléments principaux de l'ouvrage à savoir la structure, les poutres en acier et les câbles sur lesquels sont fixés les haut-parleurs. L'entreprise LeJeune Steel de Minneapolis était chargée de la fabrication des structures en acier.

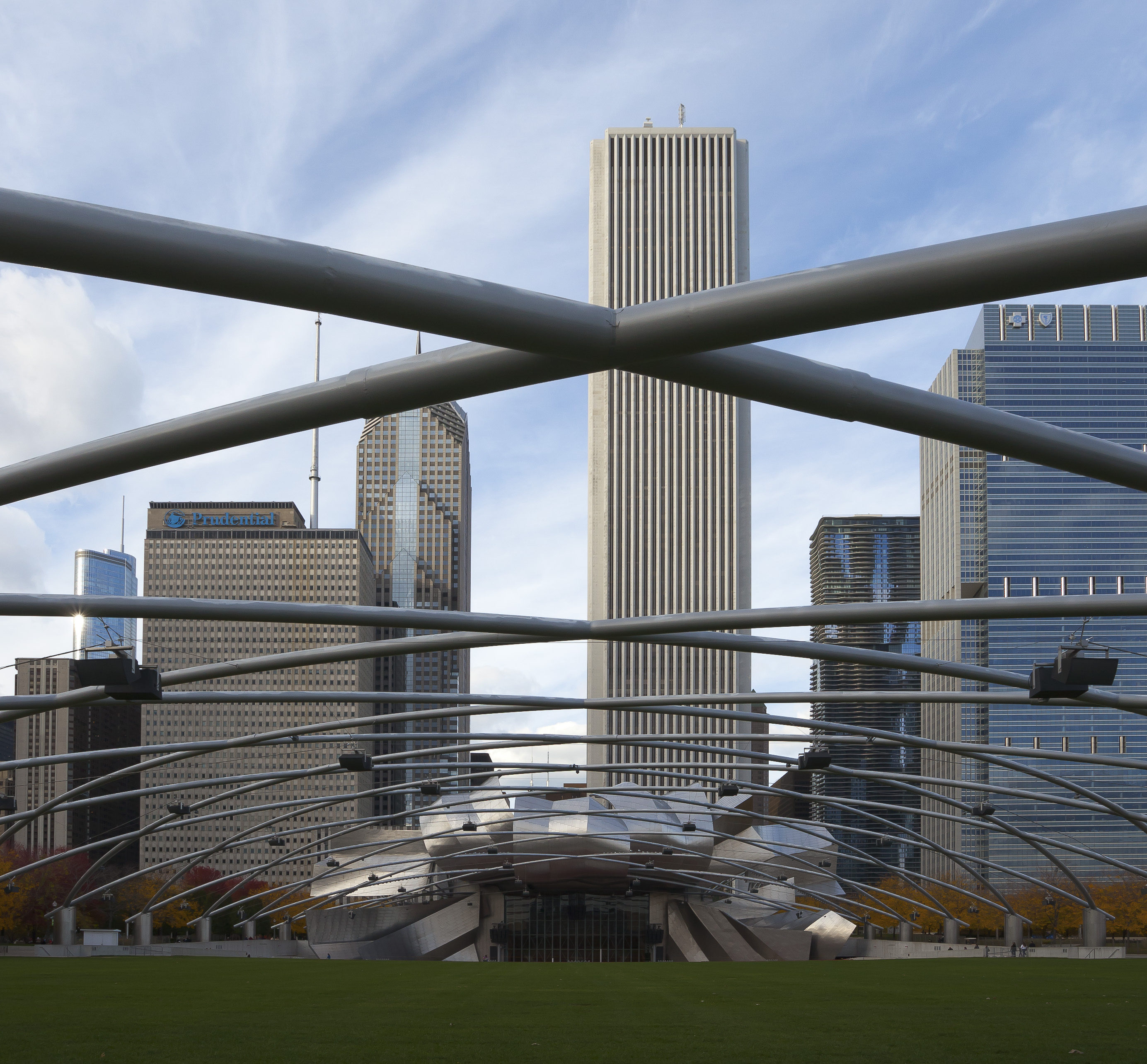
L'ouvrage est composé d'un espace scénique et d'une scène recouverte d'une structure en acier en forme de coquille.

Les murs en béton du pavillon encadrent l'espace scénique, qui mesure 30 mètres de large et 15 mètres de haut, ne reposent sur aucune colonne de soutien. Le toit du pavillon repose sur un système de treillis supporté d'est en ouest par des poutrelles métalliques. La façade sud de la scène est délimitée par des portes vitrées de 15 mètres de haut permettant de clore l'avant-scène comme les portes d'un hangar. À l'époque de la construction, il s'agissait des plus grandes portes vitrées que la société Glass Solutions, située à Elmhurst dans la banlieue de Chicago, avait jamais produites, avec une contrainte particulière en termes de conception pour que l'épaisseur du verre s'adapte aux supports en acier.
Une entreprise de Kansas City dans le Missouri, la société Zahner, était chargée de la sous-traitance des 697 plaques de tôle qui recouvrent l'espace scénique, dont les dimensions vont de 0,5 m2 à près de 28 m2  pour un poids de 730 à 9 100 kg et une épaisseur qui ne dépasse pas 36 cm. Elles sont faites en aluminium avec une couche extérieure en acier inoxydable dont la teinte est uniforme pour tous les panneaux. Pour la réalisation de cette partie de l'ouvrage, Gehri s'était inspiré du travail qu'il avait accompli en 2001 pour la boutique du styliste Issey Miyake à New York, dans laquelle il avait réalisé une sculpture en titane plissé. Durant la construction, environ cinq grues et 18 systèmes de transport par câble étaient installés sur le chantier. Le sommet de l'élément central du pavillon mesure environ 46 mètres de haut ce qui était très proche de la limite des engins de construction classiques existant à l'époque.

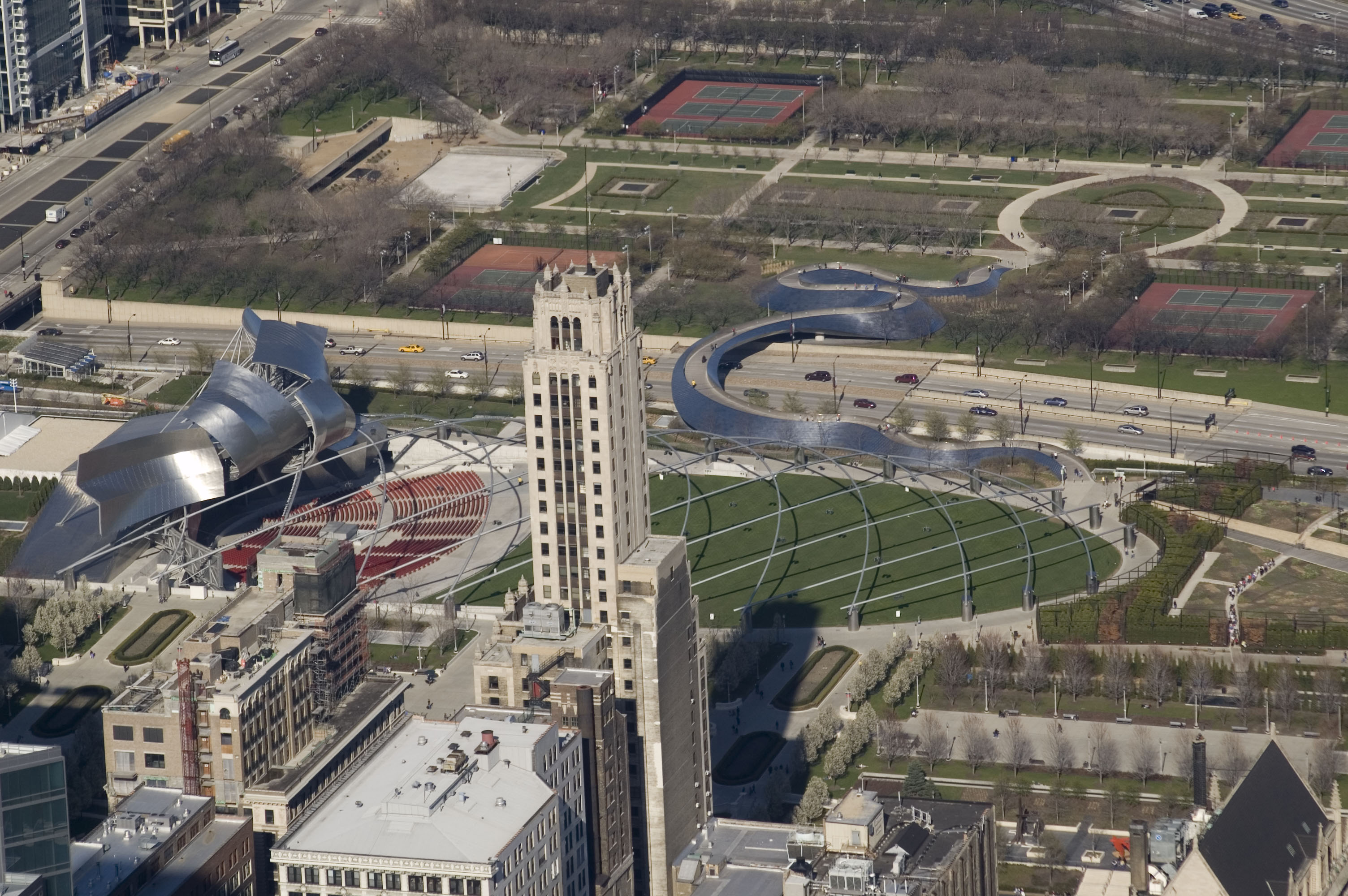
Vue du pavillon depuis la Willis Tower avec la passerelle BP (en haut).

La fabrication et la pose du réseau de câbles (treillis) qui compose le système de sonorisation au-dessus de l'étendue de pelouse, avec un haut-parleur tous les 21 mètres, a été confié à la société Acme Structural de Springfield dans le Missouri. L'une des solutions envisagée pour réaliser ce système consistait à placer les haut-parleurs sur des piliers ou des colonnes, mais la multiplication de ces colonnes aurait été discordante avec l'architecture générale de  l'ouvrage. C'est la raison pour laquelle Gehry préféra un système de fils de fer entrecroisés bien que cela ait couté 3 millions de dollars de plus que des haut-parleurs simplement placés sur des poteaux. Le treillis est composé de tuyaux d'acier entrecroisés dont le diamètre varie entre 30 et 51 cm en fonction de la charge qu'ils doivent supporter. Ces entrecroisements de câbles donnent à l'ensemble une forme d'arche et ce réseau s'étend sur 183 m de long et 91 m de large.
Pour la construction du pavillon, Gehry a eu recours au logiciel français CATIA qui est un programme de conception assistée par ordinateur développé par la société Dassault Aviation. Il avait été envisagé dans un premier temps d'intégrer une cascade et un escalier à l'ouvrage, mais ce projet a été abandonné En fin de compte, les restrictions budgétaires ont conduit à des compromis avec le plan architectural d'origine. Ainsi de nombreux éléments ont été laissés dans leur forme la plus simple, comme les tuyaux laissés apparents ou encore le béton resté à l'état brut.

### Acoustique

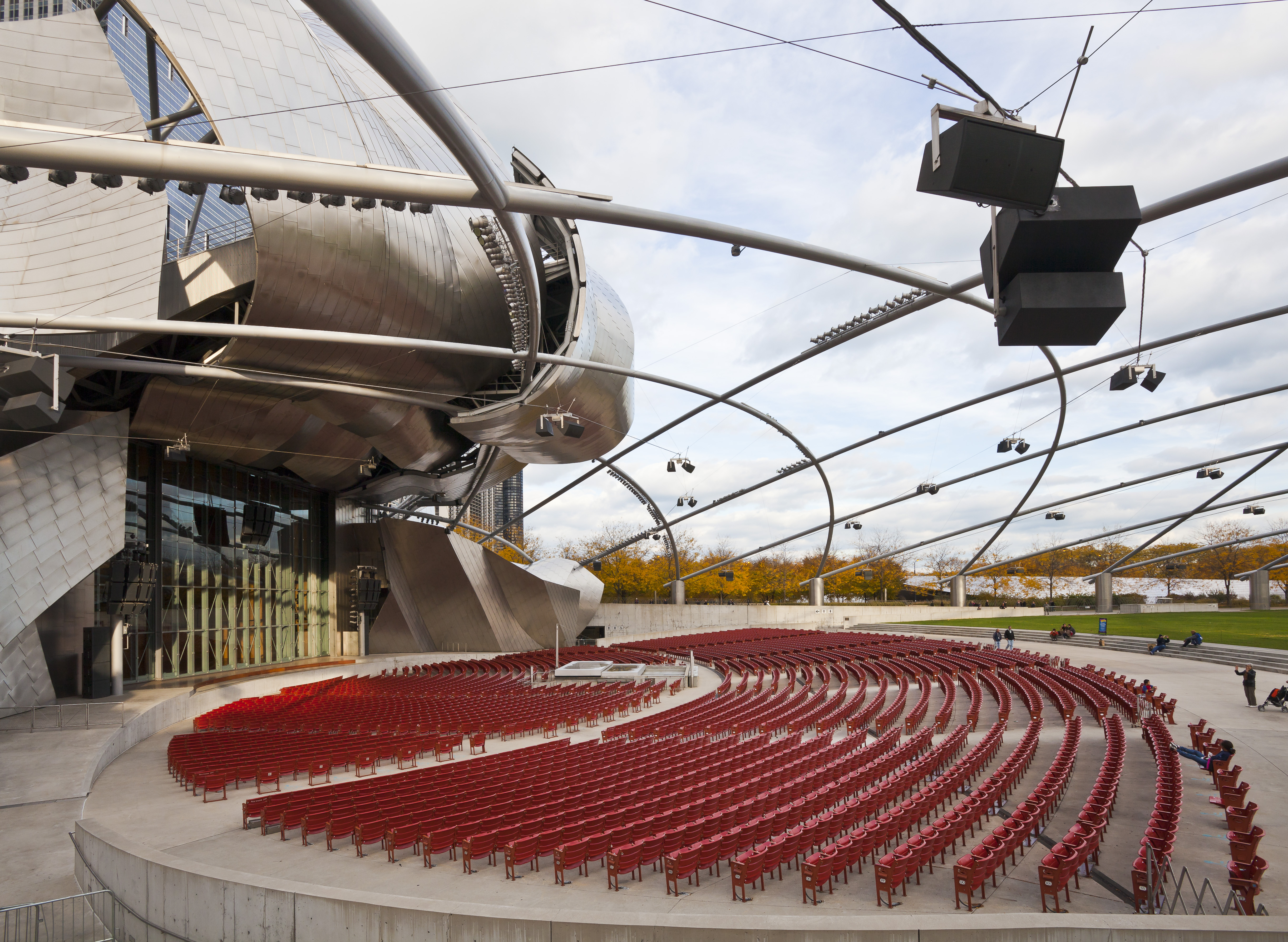
Les haut-parleurs assurent la qualité acoustique.

C'est le groupe Talaske, une société de Oak Park dans l'ouest de Chicago, qui était le sous-traitant chargé du système de sonorisation. Ce système appelé LARES', qui produit la même qualité de son quel que soit l'emplacement de l'auditeur dans l'enceinte, avait déjà reçu des critiques élogieuses pour ses performances technologiques Le pavillon Pritzker était toutefois la première installation extérieure permanente à avoir utilisé le système LARES aux États-Unis. Le treillis à une double fonction, à la fois acoustique et architecturale puisqu'il permet de placer précisément les haut-parleurs pour optimiser la qualité du son tout en évitant qu'ils ne soient un obstacle visuel pour les spectateurs.
L'acoustique du pavillon Jay Pritzker repose sur un système qui amplifie et diffuse les sons de manière que les musiciens s'entendent jouer ensemble. En outre, les sons se répercute sur les surfaces architecturales ce qui participe à leur propagation qui est par ailleurs assurée par deux systèmes d'amplification. Les haut-parleurs situés devant la scène calculent le temps de propagation du son de manière à éviter un décalage pour un spectateur situé au fond du pavillon. Ce système permet également de réduire la propagation des sons graves au-delà de l'enceinte du pavillon afin de ne pas perturber les entreprises et résidences avoisinantes

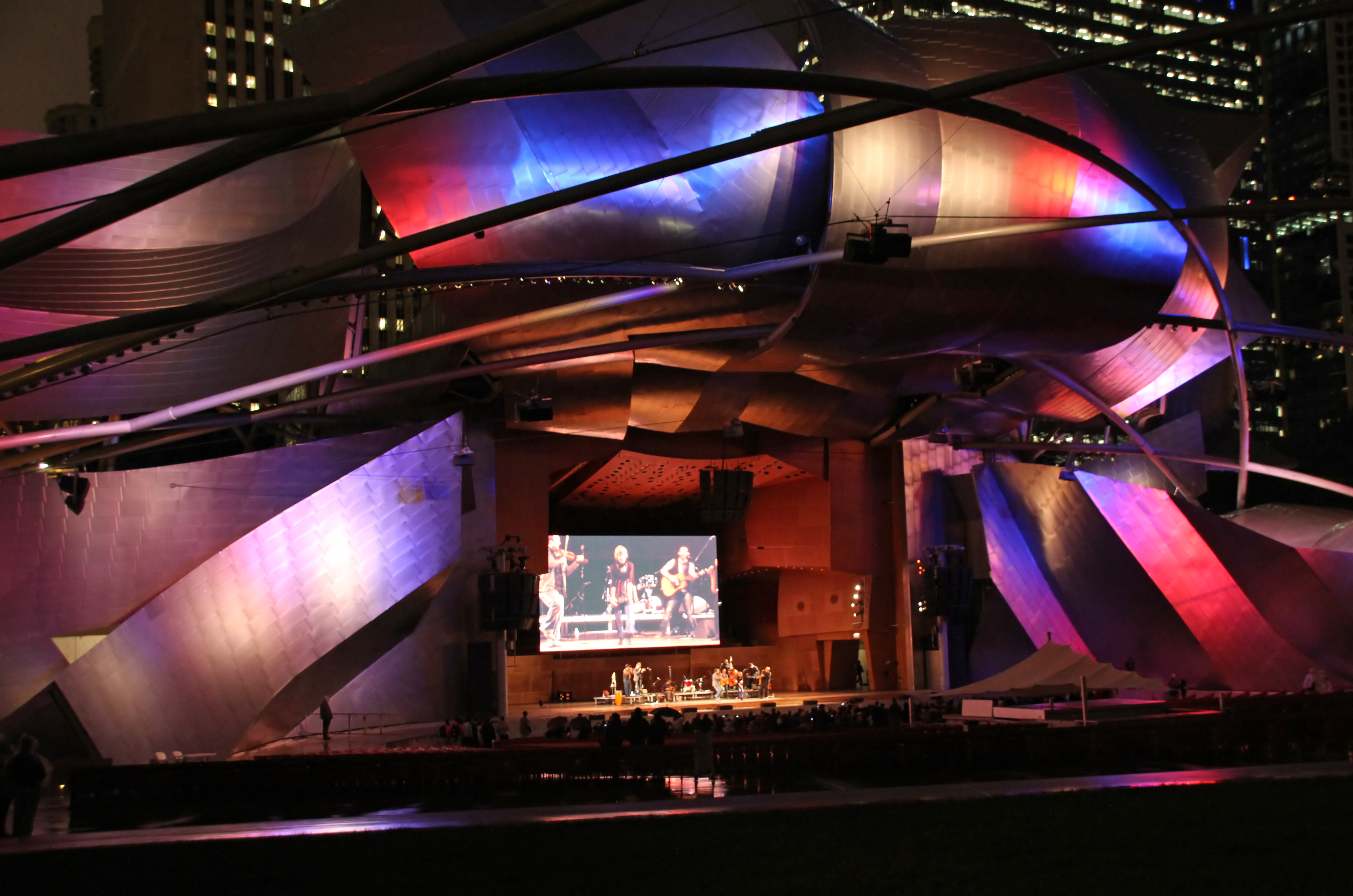
Vue sur la scène du pavillon lors d'un concert.

Plutôt que de simplement amplifier les sons comme le fait un système traditionnel, la sonorisation du pavillon tente de reproduire l'acoustique d'une salle de concert et de créer un espace clairement défini de concert. Les bruits provenant des perturbations de la ville sont masqués par des sons provenant de sources latérales. En outre, l'orientation des haut-parleurs vers les spectateurs permet de simuler la réflexion acoustique d'une salle de concert à l'intérieur de laquelle les ondes sonores rebondissent sur les murs et le plafond. Alors que certains critiques musicaux estimaient lors du concert inaugural que la qualité sonore pouvait encore être améliorée dans la mesure où elle variait selon l'emplacement du spectateur dans le pavillon, d'autres soulignaient que, même lors du week-end d'ouverture du pavillon, il était clair que les acousticiens et Gehry étaient parvenus à résoudre les nombreux problèmes et mystères que posaient en général les concerts de musique classique en plein air

## Critiques et polémiques

### Controverses autour du pavillon

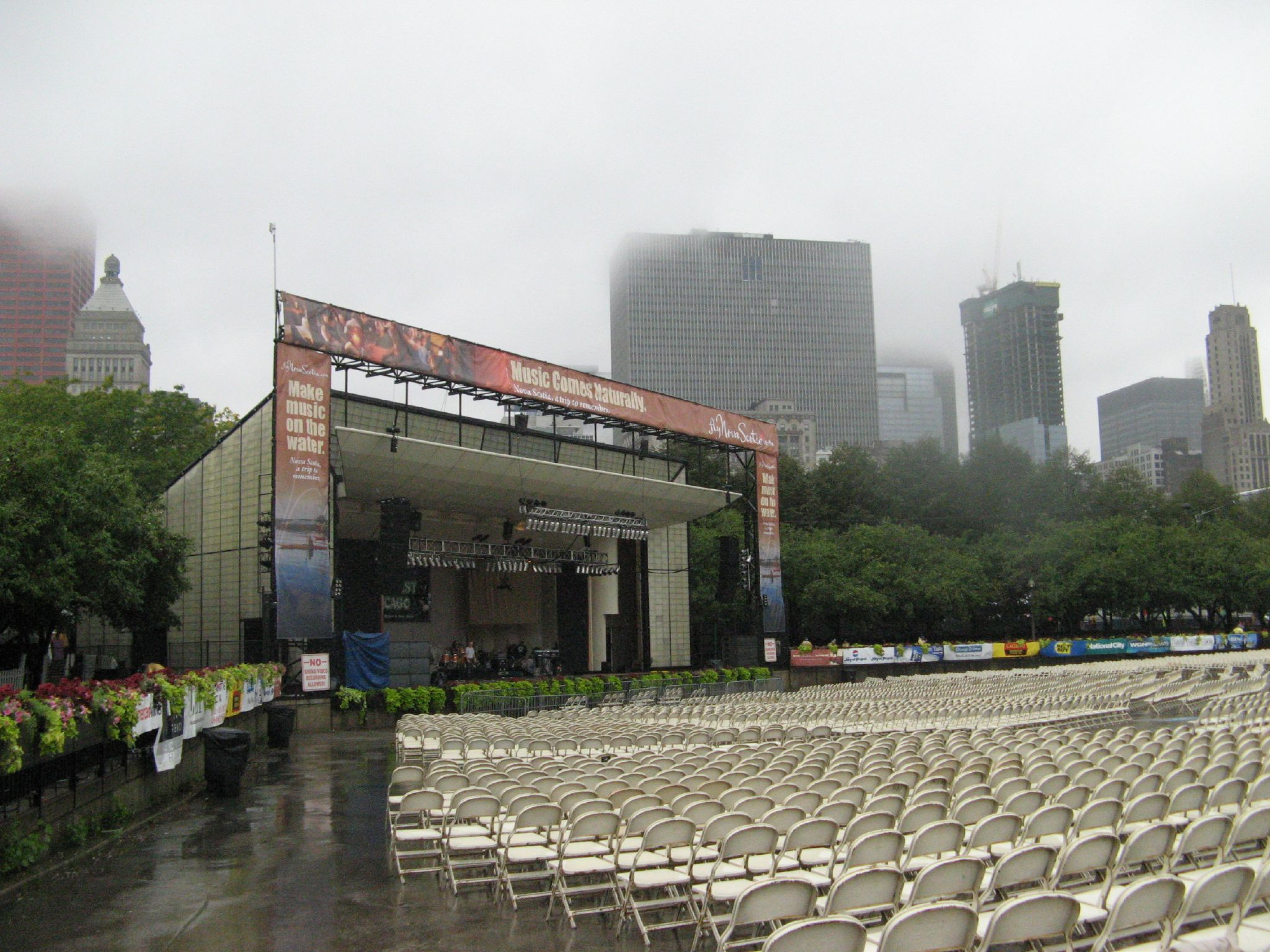
Le Petrillo Music Shell était la salle de concert en plein air du Millennium Park que le pavillon Jay Pritzker a détrôné.

Depuis 1836, le Grant Park était « éternellement libre et ouvert », protégé par une législation entérinée par la Cour suprême de l'Illinois. L'homme d'affaires Aaron Montgomery Ward, fondateur de la société Montgomery Ward, la première entreprise de vente par correspondance, était aussi un protecteur du Grant Park et il avait poursuivi en justice la ville de Chicago à deux reprises pour la contraindre à détruire les immeubles et constructions du Grant Park et interdire que de nouveaux soient créés. Cela avait eu pour effet d'amener la ville à imposer des règles concernant la hauteur maximale des constructions du Parc. Toutefois, la Crown Fountain et le pavillon Pritzker qui culmine à 40 m ont échappé à ces restrictions car ils ont été classés comme œuvres d'art et non comme de simples immeubles. Certains journaux, comme The Economist, ont dénoncé cet artifice en soulignant que le pavillon avait été qualifié d'œuvre d'art uniquement pour contourner les règles établies par Ward.
Le nom donné au pavillon Jay Pritzker fut également un motif de protestations. Le nouveau pavillon avait été construit pour remplacer l'ancien Petrillo Music Shell, un kiosque à musique du Grant Park ayant accueilli pendant des dizaines d'années des concerts et manifestations gratuites et qui devait son nom à James Caesar Petrillo, un leader syndical ayant organisé les premiers concerts gratuits du parc. Lorsque la salle de concert originale avait été déplacée pour être implantée un peu plus au nord du Grant Park en 1978, le nouvel ouvrage avait conservé le nom de Petrillo. Au début des années 2000, la famille Petrillo indiqua que le fait de baptiser le nouvel édifice du Millennium Park du nom de Jay Pritzker constituait une atteinte aux droits de Petrillo, et elle engagea une action judiciaire,.
Il y eut également des controverses au cours des travaux de construction en raison de l'escalade des coûts et des délais. En effet, le pavillon et le parc ont ouvert quatre ans plus tard que prévu et ont coûté des millions de dollars de plus que le budget initialement fixé,.

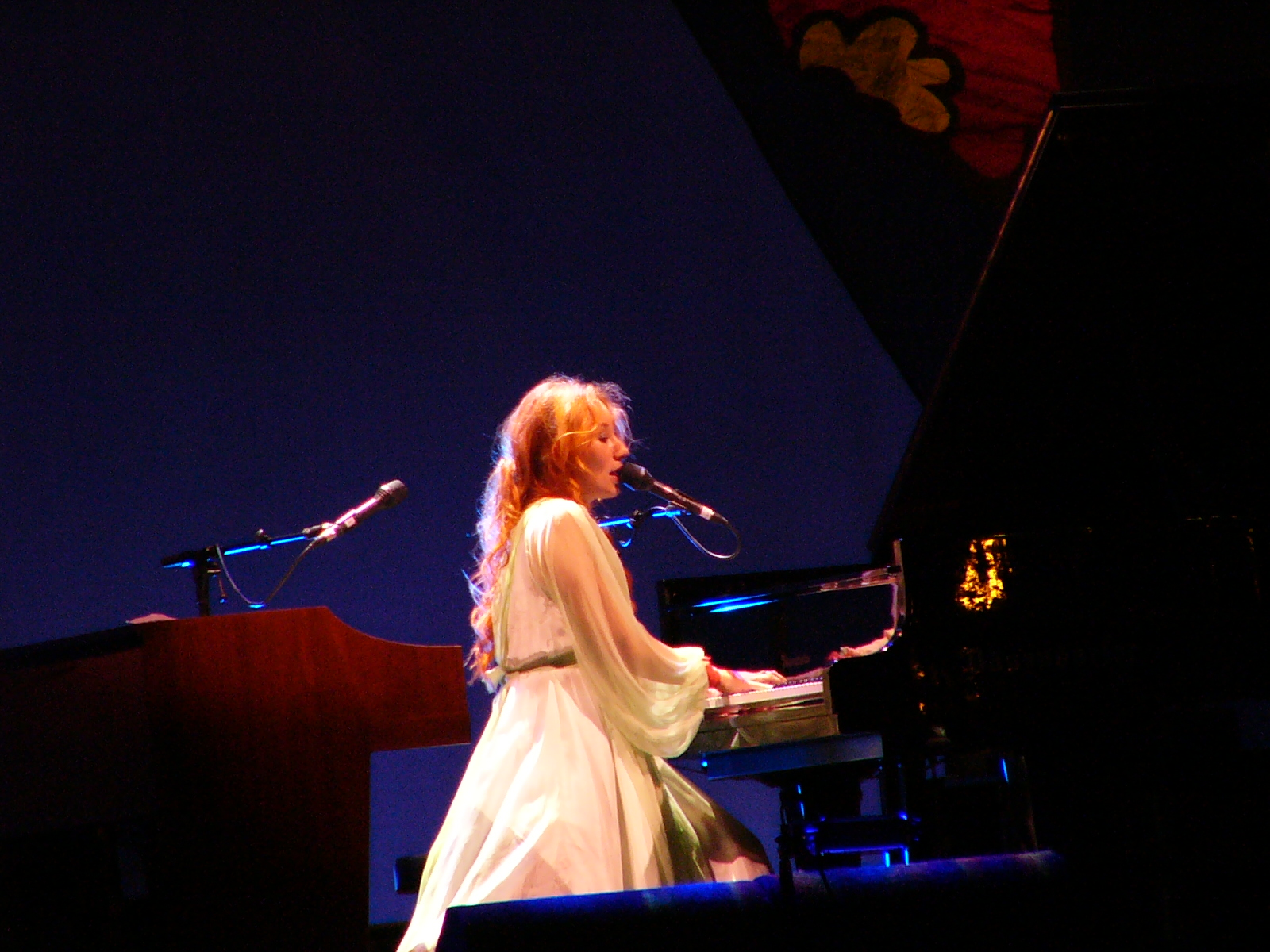
Le 31 août 2005, Tori Amos donna un concert qui était la première manifestation pour laquelle les spectateurs assis sur la pelouse durent payer leur place.

Lorsque le pavillon a été construit, le projet initial était de faire en sorte que les places sur l'immense pelouse soient gratuites pour toutes les manifestations. Dans l'une des premières brochures sur le Grant Park Music Festival, il était indiqué : « Vous n'aurez jamais besoin d'un billet pour assister à un concert! L'entrée est libre sur la pelouse et pour les places assises ouvertes au public » Toutefois, dès la première année les revenus provenant des places de parking étant très en dessous des estimations, la ville décida de faire payer 10 dollars chaque place sur la pelouse et pour la première fois lors du concert de Tori Amos le 31 août 2005. La municipalité justifia son choix en soutenant que, dans la mesure où le pavillon était un espace ouvert, il y avait de nombreux endroits dans le Parc, tels que la Cloud Gate, la Crown Fountain et le Lurie Garden, où les gens pouvaient profiter du son et de l'atmosphère du parc sans avoir à payer.
En plus de faire payer les places sur la pelouse, les organisateurs des manifestations ont interdit aux spectateurs d'amener leurs boissons, y compris des bouteilles d'eau, les boissons devant être achetées sur place. La municipalité a déclaré par la suite que la confiscation des bouteilles non ouvertes avait été une erreur et que « l'eau en bouteille est toujours autorisée lors des concerts gratuits que nous accueillons dans le parc, et elle sera autorisée pour toutes les manifestations futures ». La politique de la police de Chicago est que la consommation d'alcool est autorisée dans le pavillon Jay Pritzker pendant les représentations publiques mais que les canettes et bouteille en verre sont interdites sur la pelouse.

### Accueil
Lorsque le pavillon Jay Pritzker a été inauguré, les critiques ont généralement été élogieuses, l'ouvrage étant décrit comme le plus marquant des édifices du Millennium Park. Ainsi, le magazine Time désignait le pavillon comme l'une des deux attractions incontournables du parc, alors qu'un journaliste du New York Times indiquait qu'il était tombé « en émoi » devant ce qui lui semblait être une « passerelle céleste vers autre univers ». Dans le journal USA Today, il était présenté comme le point central du Millennium Park et, selon le Financial Times, l'acoustique du pavillon était sans équivalent parmi les salles de concert en plein air contemporaines.

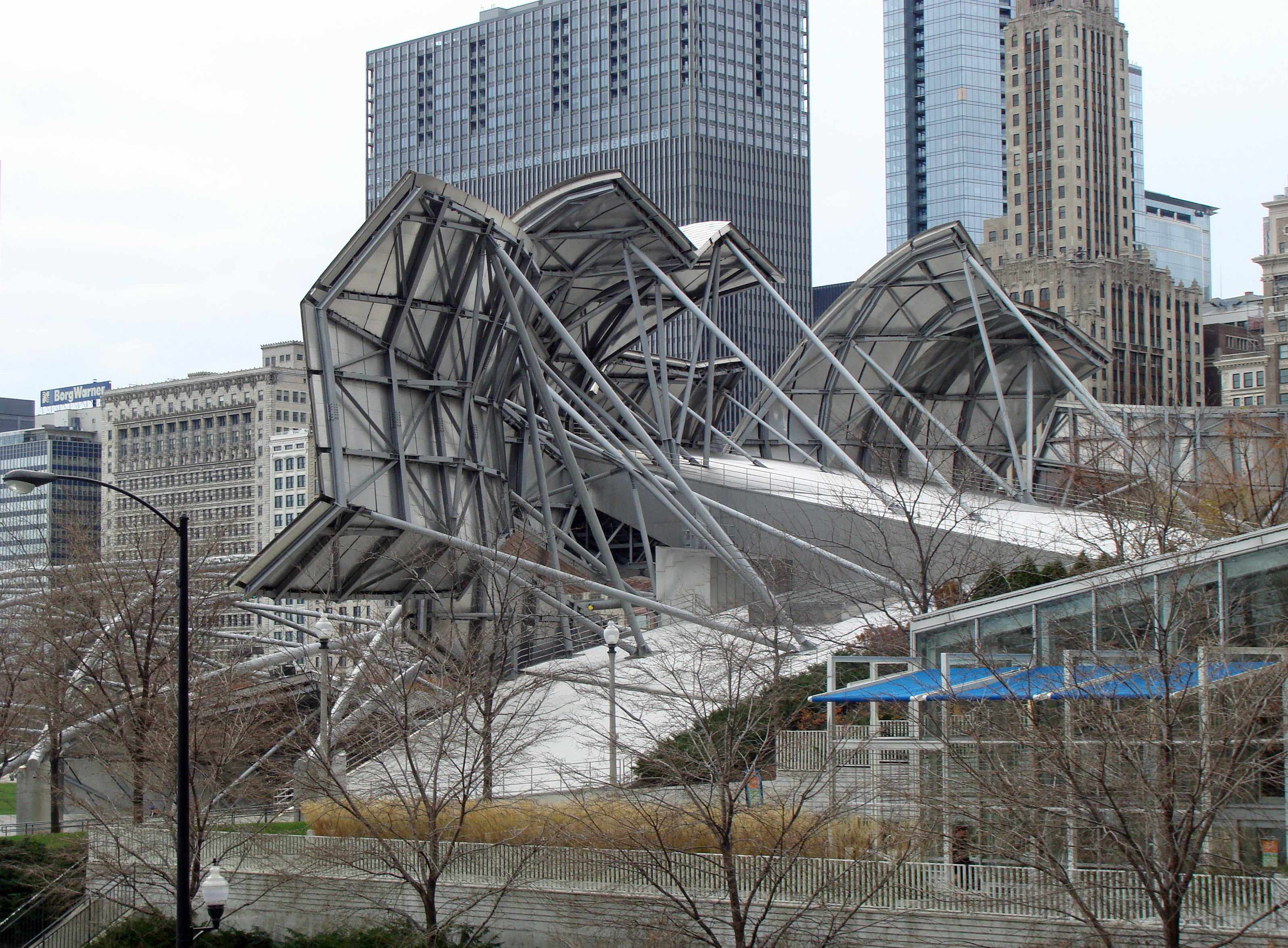
Alors que la plupart des critiques ont fait l'éloge du pavillon, d'autres ont critiqué ses poutres apparentes et ses formes angulaires.

Malgré les louanges qu'il reçut, le pavillon a eu ses détracteurs. Sur le plan esthétique, la partie nord de l'ouvrage située le long de Randolph Street a attiré les critiques qui lui reprochaient de ne pas être agréable à l'œil, et certains observateurs ont trouvé que l'architecture de l'espace scénique était trop offensive ou que les enchevêtrement de tuyaux d'aciers étaient "géométriquement discordants". D'autres ont critiqué la « laideur de la structure en béton » entourant la table de mixage située au milieu des sièges la qualifiant de « plus grande erreur de conception ».
À l'occasion d'une cérémonie organisée dans le pavillon en 2005, le directeur du Millennium Park a été récompensé pour sa contribution dans la création de "l'un des parcs les plus accessibles [aux handicapés], pas seulement aux États-Unis mais sans doute dans le monde". En effet, comme  pour l'ensemble des installations du Parc, le pavillon a été conçu pour permettre l'accessibilité aux personnes handicapées et est aménagé avec des rampes en pente douce au lieu d'escaliers. De la même manière, la pelouse qui devait initialement avoir une pente relativement prononcée, a finalement été moins inclinée. Cette décision a pourtant été critiquée par certains qui estimait que ce choix, dicté par un souci d'économie, réduisait la visibilité des spectateurs. Gehry expliqua que la pente de la pelouse était ainsi plus accueillante pour les personnes handicapées et mieux à même d'accueillir certaines activités.

## Événements, concerts et spectacles

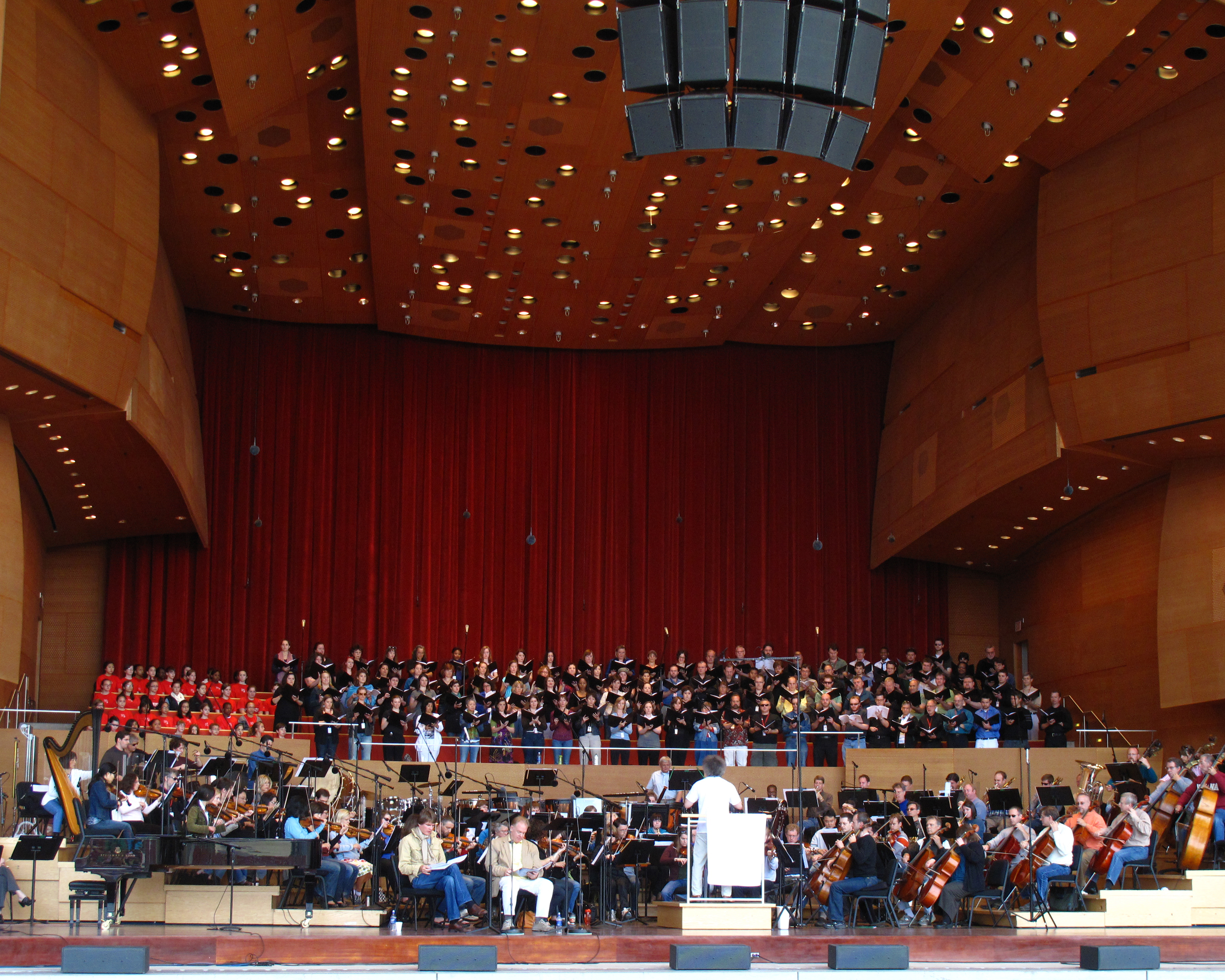
Répétition de l'orchestre et du chœur du Grant Park lors du Grant Park Music Festival, 12 juin 2009.

Le pavillon Jay Pritzker accueille de nombreuses manifestations et animations artistiques tout au long de l'année et surtout en été.
Parmi les manifestations musicales, on peut citer le Festival de musique gospel de Chicago qui se déroule du printemps à l'automne. Entre juin et août, l'orchestre et le chœur du Grant Park participent à des concerts gratuits de musique classique dans le cadre du Grant Park Music Festival. Ce festival est une tradition existant à Chicago depuis 1931 et il est aujourd'hui la seule manifestation de musique classique en plein air gratuite aux États-Unis. Bien que le festival partage l'espace du pavillon avec plusieurs autres spectacles, ses concerts en soirée tout au long de l'été sont au cœur de la programmation du pavillon. En été, le pavillon accueille également une série de concerts de jazz, et des séances de yoga et de pilates sont organisées sur la pelouse le dimanche matin
En avril 2005, la cérémonie de remise du prix Pritzker que Frank Gehry avait obtenu en 1982 et qui se déroule chaque année dans un lieu architecturalement significatif, a été organisée au pavillon Pritzker Parmi les artistes qui se produisent chaque année au pavillon on peut citer le Théâtre Steppenwolf de Chicago, l'Opéra lyrique de Chicago et l'Orchestre symphonique de Chicago. Le samedi 11 septembre 2005, Barack Obama (qui était alors sénateur avant d'être élu président des États-Unis en 2009) fit un discours à l'occasion du concert de l'Orchestre symphonique de Chicago organisé en hommage aux victimes des attentats du 11 septembre 2001.
Bien qu'il ait été construit pour remplacer les espaces consacrés aux concerts en plein air de Grant Park, certaines manifestations annuelles telles que le Chicago Blues Festival, le Chicago Jazz Festival ou le ChicagoFest sont trop importantes et attirent trop de monde pour la capacité du pavillon Jay Pritzker et ils continuent donc à se dérouler au Petrillo Music Shell, sur la jetée Navy ou aux alentours. En revanche, le public était favorable à ce que certains festivals de jazz ou de blues d'ampleur plus modeste soient transférés au pavillon dont l'acoustique est meilleure et plus moderne. Compte tenu des déficits budgétaires de la ville cette solution a été sérieusement envisagée en 2009, mais aucune décision définitive n'a encore été prise.

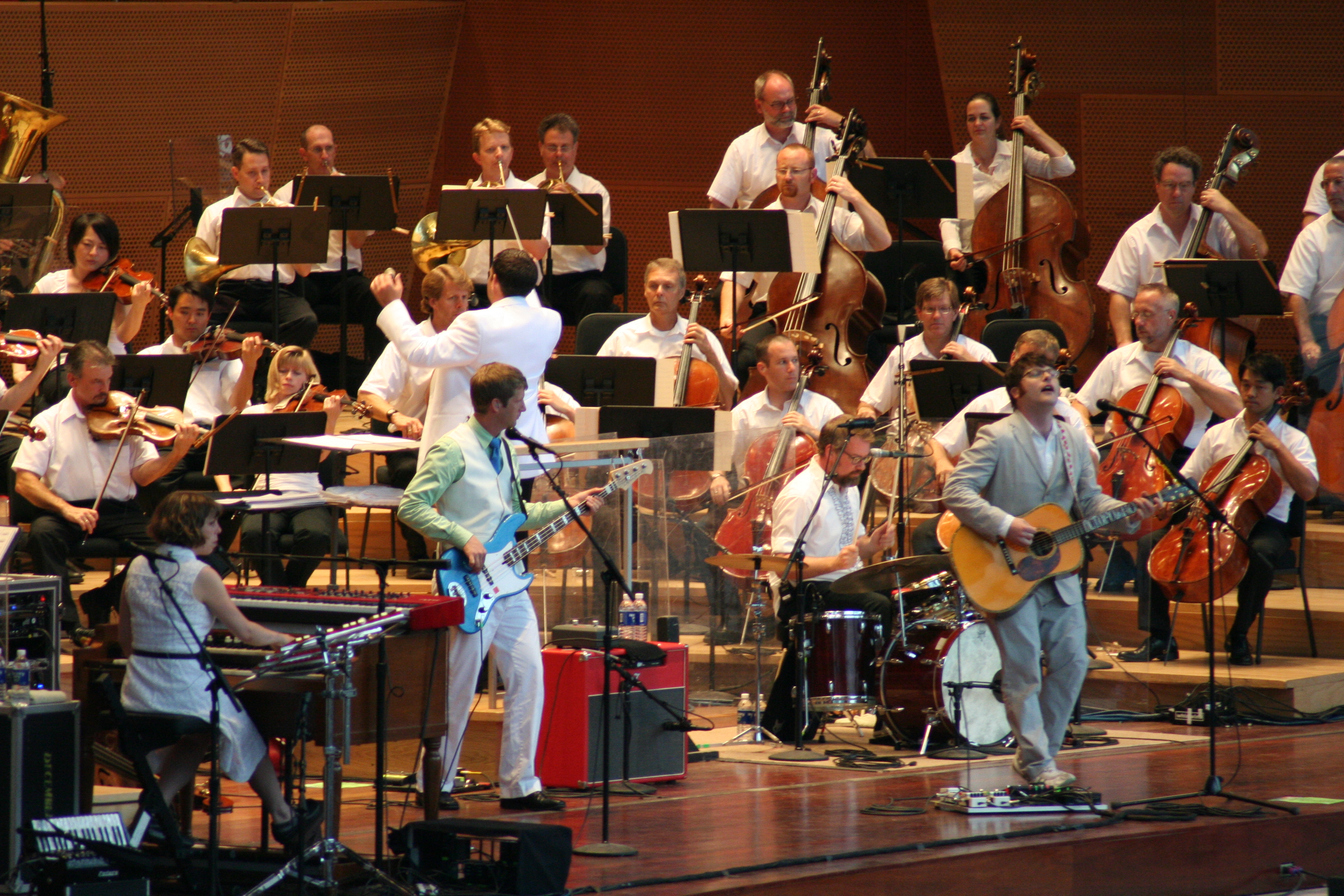
Le groupe The Decemberists joua avec l'orchestre du Grant Park en 2007.

Le 18 juillet 2007, le Grant Park Music Festival, en partenariat avec la salle de concert Metro de Chicago, organisa un concert gratuit pour fêter le 25e anniversaire de l'ouverture du Metro et programma le groupe de rock The Decemberists qui joua avec l'orchestre du Grant Park. Alors qu'il s'agissait d'un concert gratuit, une partie des places assises devant la scène avaient été réservées à des abonnés, de telle sorte que les fans du groupe n'ont eu que les places restantes et la pelouse ce qui a conduit le chanteur de The Decemberists, Colin Meloy, à encourager la foule à passer outre aux barrières pour se rapprocher de la scène. Le concert attira entre 11 000 et 15 000 personnes, la meilleure fréquentation du pavillon à ce jour pour un concert gratuit.
Parmi les autres manifestations notables qui se sont déroulées au pavillon Jay Pritzker, il faut citer le concert du groupe de rock Wilco le 12 septembre 2007, le spectacle "La Pologne pour Chicago" avec le président polonais Lech Kaczyński le 25 septembre 2007, ou encore le festival organisé en novembre 2007 pour sensibiliser contre le réchauffement climatique,,. La plupart des manifestations restent gratuites. Le seul événement du pavillon durant l'été 2008 à être payant fut le concert de Rogue Wave et Death Cab for Cutie.
Par ailleurs, le pavillon accueille régulièrement des manifestations ponctuelles comme la projection le 30 juillet 2008 du film indien A Throw of Dice (littéralement : Un jet de dé), un film muet de 1929, accompagné par l'orchestre du Grant Park. En septembre 2008, Oprah Winfrey tourna au pavillon la saison d'ouverture de son talk show The Oprah Winfrey Show avec plus de 150 médaillés olympiques, dont Michael Phelps, Nastia Liukin, Dara Torres, Kobe Bryant, Misty May-Treanor et Kerri Walsh, afin de rallier les soutiens à la candidature de Chicago pour l'organisation des Jeux olympiques d'été de 2016.

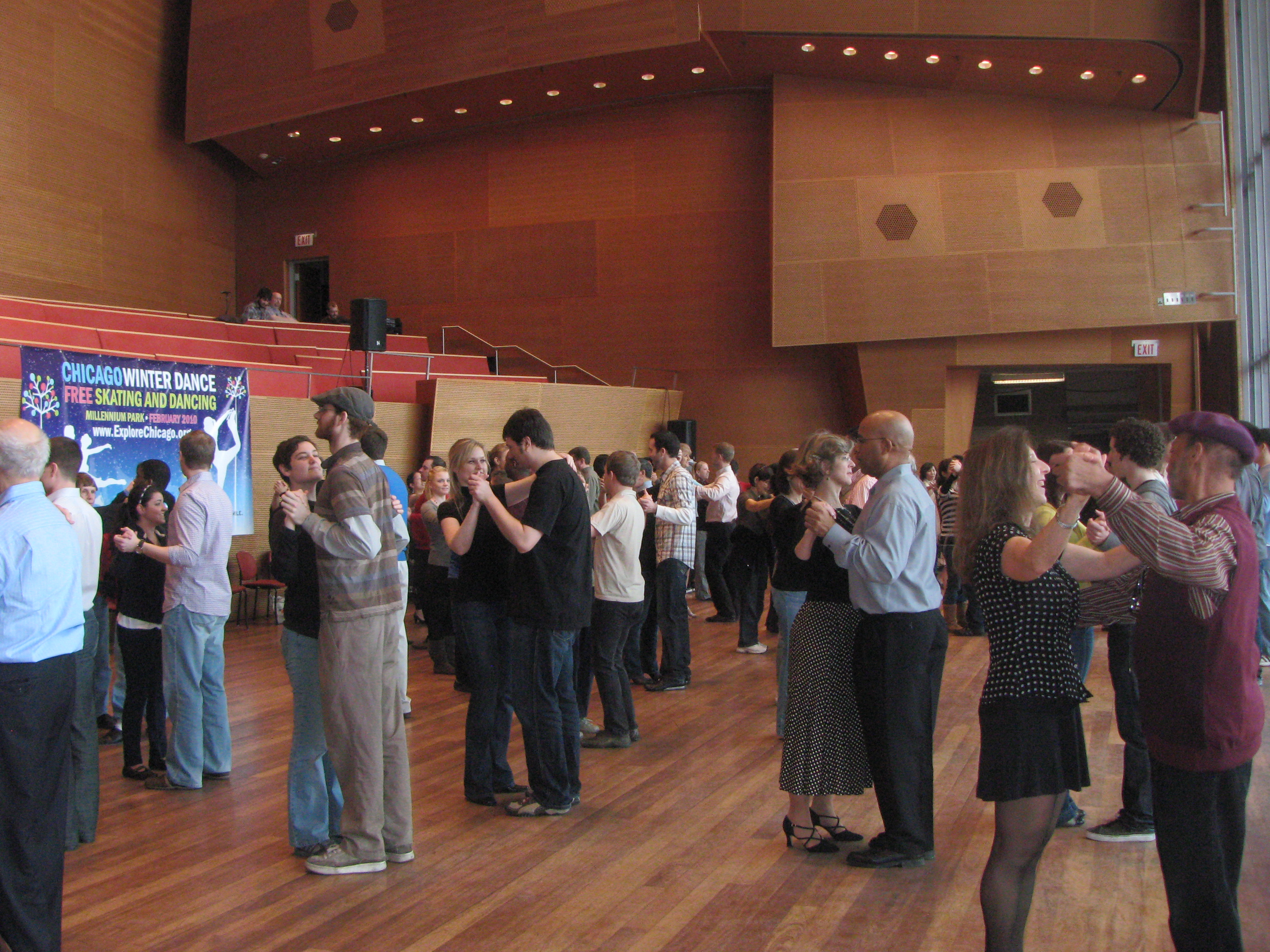
Quelques participants au Chicago Winter Dance (Festival de danse d'hiver).

Le 19 juin 2009, l'orchestre du Grant Park a donné un concert dans le cadre de la célébration du centenaire du plan de restructuration de la ville de Chicago, dit « Plan Burnham de 1909 »,. Le pavillon accueille également chaque année le Festival de danse d'hiver qui, pendant un mois, offre gratuitement aux participants la possibilité de suivre des cours de danse.
Parmi les artistes qui se sont produits au pavillon depuis le début du XXIe siècle, on peut citer les sopranos Karina Gauvin et Erin Wall, le ténor Vittorio Grigolo, le pianiste Stephen Hough, les violonistes Rachel Barton Pine,  Roby Lakatos, Christian Tetzlaff et Pinchas Zukerman, les chanteurs Otis Clay, Mariza et Maria del Mar Bonet. Toutes les répétitions qui ont lieu au pavillon sont ouvertes au public et elles attirent d'ailleurs beaucoup de monde.
Hormis ces activités publiques, le pavillon est également disponible tout au long de l'année pour des manifestations privées. La scène pouvant être fermée par les immenses portes en acier et en verre, le pavillon offre alors un espace intérieur protégé des intempéries. En outre, le pavillon dispose de salles qui peuvent être louées pour les répétitions de chorales.

## Galerie d'images

Vue panoramique du pavillon Jay Pritzker. Parmi les gratte-ciel situés en arrière-plan, on peut distinguer de gauche à droite l'Heritage Building, le Crain Communications Building, la Trump International Hotel and Tower, le One Prudential Plaza, le Two Prudential Plaza, l'Aon Center, l'Aqua Building, la Blue Cross Blue Shield Tower, le 340 on the Park, le Buckingham Building, le 400 East Randolph, et l'Harbor Point.